# Tue-moi
Tue-moi (en alemany, Töte mich) és una coproducció cinematogràfica germano-franco-suïssa dirigida per Emily Afet. La pel·lícula és un drama.

## Argument
Adele, una xiqueta de 15 anys, que vivia amb la seua família en una granja d'Alemanya. Està deprimida perquè el seu germà mor en un accident de trànsit. Per la culpa de la depressió, comença a no prestar cap atenció a les tasques domèstiques i pensava cada vegada més en el suïcidi. Un dia un assassí fuig de la presó i s'amaga a la casa de la seua família. Al principi la segresta i li demana que l'ajude a escapar de la policia.

## Repartiment
- Maria Victoria Drăguș: Adele
- Roeland Wiesnekker: Timo
- Wolfram Koch: germà de Timo, Julius
- Christine Citti: Claudine
- Jean-Jérôme Esposito
- Geno Lechner
- Thiemo Schwarz
- Matthias Breitenbach
- Mateo Wansing-Lorrio
- Norbert Rossa
- Christa Rockstroh
- Peter Harting
- Richard Vidal
- Kentaro Delajoie